# Thomas Albert Blamey
Sir Thomas Albert Blamey GBE, KCB, CMG, DSO, ED, avstralski feldmaršal, * 24. januar 1884, † 27. maj 1951.
Blamey je bil prvi avstralski častnik kopenske vojske, ki je dosegel čin feldmaršala.

## Življenjepis
Med prvo svetovno vojno je bil sprva v štabu 1. avstralske divizije, nato pa je pomagal pri ustanovitvi 2. avstralske divizije. Ob koncu vojne je bil načelnik štaba Avstralskega korpusa.
Leta 1925 je postal drugi načelnik Avstralskega generalštaba. Kmalu zatem je zapustil oborožene sile in postal poveljnik policije za Victorio. Ker je lagal, da bi zaščitil enega od svojih višjih policistov, je bil leta 1936 prisiljen odstopiti iz tega položaja.
Po začetku druge svetovne vojne je bil reaktiviran in postavljen za poveljnika 6. divizije in nato spet Avstralskega korpusa. Marca 1942 je postal vrhovni poveljnik Avstralskih vojaških sil in hkrati tudi poveljnik zavezniških kopenskih sil na Pacifiku.